# 福上湖

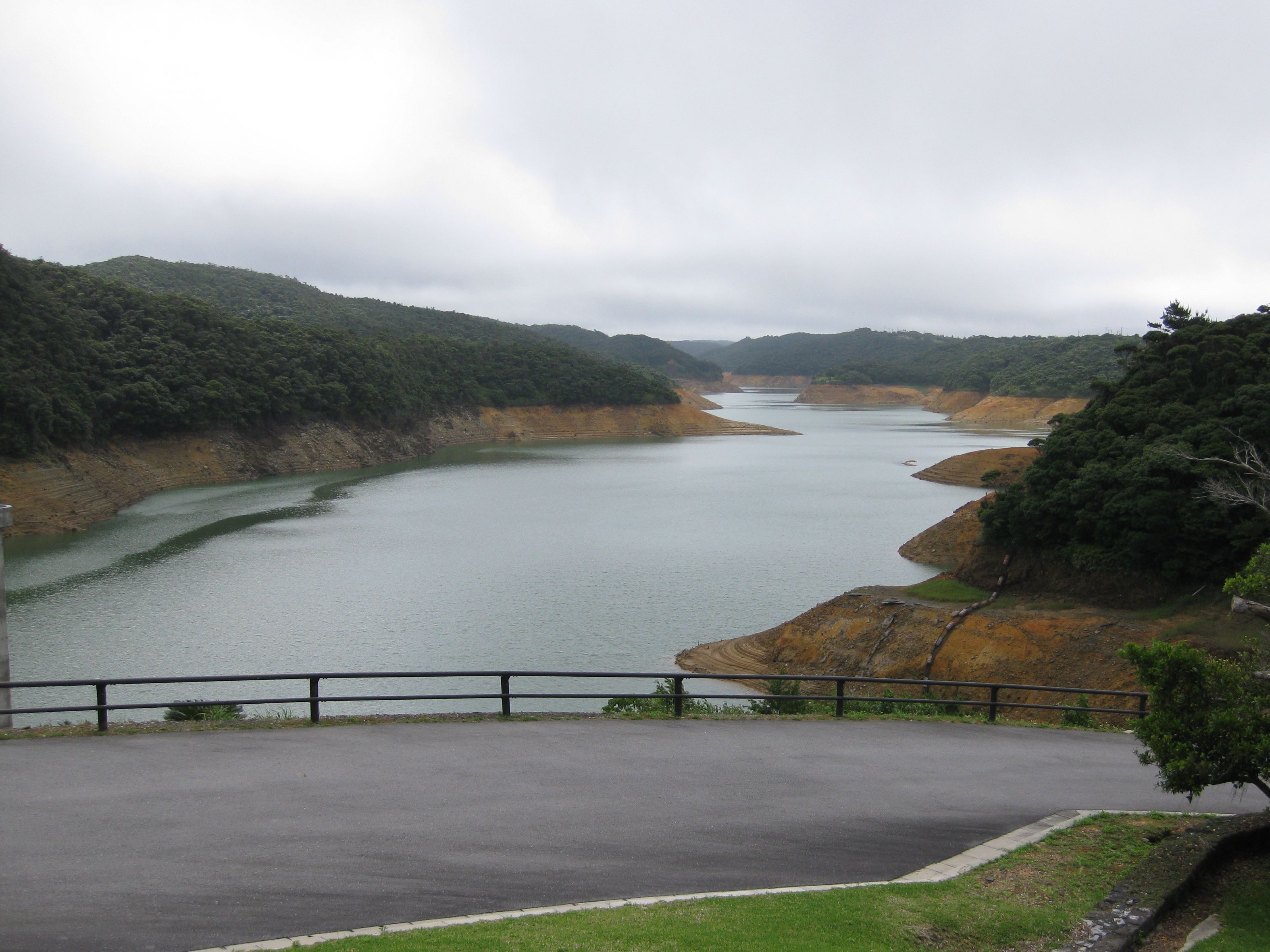
ダム堰堤より

福上湖（ふくがみこ）は、沖縄島北部の沖縄県東村に位置する人造湖であり、1974年（昭和49年）に完成した福地ダムの貯水池である。福地ダム湖とも呼ばれる。

## 概要
福地川を堰き止めることによってつくられた東西約6キロメートルにおよぶ沖縄県内最大の人造湖であり、沖縄島において最も重要な水がめの一つとなっている。ダム建設以前は福地川の支流であったサーマタガー、大泊川、サンヌマタガー、ハラマタガー、エーラマタガーなどの河川が流入するほか、導水路トンネルを通して安波ダムおよび新川ダムからの水も流入する。
表層部の水温は夏季において31から33℃、冬季において12から18℃であり、湖底付近では夏冬とも15から17℃である。但し貯水量の変動によって水温も変動する。

## 生物
メダカ、タウナギ、マルタニシ、サカモトサワガニ、アラモトサワガニなどに加え、日本の国の天然記念物に指定されたリュウキュウヤマガメ、沖縄県の天然記念物に指定されたイボイモリ、ナミエガエル、ホルストガエル、クロイワトカゲモドキが生息する。また、カイツブリ、オシドリ、ミサゴなどの鳥類も確認されている。1991年（平成3年）からリュウキュウアユの放流が始まり、湖内に定着させることに成功している。
湖の北側はリュウキュウアオキやスダジイの森となっており、南側はパイナップル畑が広がっている。